# 欧里克拉铁斯
欧里克拉铁斯（古希臘語： Eurykrates）是希臘城邦斯巴達的國王，前任君主是其父波呂多洛斯，後任是其子阿那克桑德尔。他的統治由公元前665年起，至公元前640年止，有人认为第二次美塞尼亚战争是在他统治的时期结束。